# Il conte di Königsmark
Il conte di Königsmark (Filippo di Könismarch, Il conte di Chenismarch) è un'opera in un prologo e 3 atti di Giuseppe Apolloni. La prima rappresentazione ebbe luogo al Teatro della Pergola di Firenze il 17 marzo 1866.
Gli interpreti della prima rappresentazione furono:
| Personaggio  | Interprete          |
| ------------ | ------------------- |
| Ernesto      | Achille De Bassini  |
| Sofia        | Estella Bennati     |
| Elisabetta   | Maria Palmieri      |
| Filippo      | Lodovico Graziani   |
| Carlo        | Marietta De Marini  |
| Barone Luigi | Fortunato Cherubini |

L'opera fu in seguito rappresentata anche in altre città, ma venne accolta freddamente.

## Trama
Il duca Ernesto ama Elisabetta, che invece è innamorata di Filippo. Filippo un tempo è stato amante di Sofia, poi andata in sposa per ragioni di stato al figlio dello stesso Ernesto. Per mostrare di avere dimenticato Sofia, Filippo finge di cedere alle attenzioni di Elisabetta, ma quando si rende conto che Sofia è ancora innamorata di lui, decide di farsi sorprendere da Ernesto in atteggiamento amoroso con Elisabetta, nell'intento di screditare quest'ultima agli occhi del duca. Il duca però crede Elisabetta innocente e manda Filippo in esilio. Dopo un anno, Ernesto consente a Filippo di tornare, ma Elisabetta, resasi conto che Filippo non ama che Sofia, lo fa uccidere.
Nell'introduzione del libretto si dice che la storia è basata su fatti storici, realmente accaduti alla corte di Hannover nel XVII secolo.